# Das Leben ist was Wunderbares
Das Leben ist was Wunderbares ist ein US-amerikanischer Fernsehfilm von Gregg Champion aus dem Jahr 1999.

## Handlung
Der Handwerker Noah Dearborn ist bereits 91 Jahre alt, aber trotz seines hohen Alters noch sehr rüstig. Er arbeitet immer noch als Zimmermann und lebt allein auf einem abgeschiedenen Hof.
Durch sein Grundstück möchte eine Baufirma eine neue Straße errichten, doch der alte Mann weigert sich, Land zu verkaufen. Um das Projekt dennoch realisieren zu können, schickt das Bauunternehmen die Psychologin Dr. Valerie Crane. Diese soll ein Gutachten erstellen, möglichst so, dass er entmündigt werden kann. Dadurch würde das Grundstück dem Staat zufallen und die Baufirma könnte es kaufen.
Doch Noah trotzt allen Versuchen und wehrt sich mit der Unterstützung seiner Nachbarin Sarah erfolgreich gegen den Zwangsverkauf.
Am Ende sieht auch Valerie Crane ein, dass sie sich dem alten Mann gegenüber ungerecht verhalten hat.

## Kritik
Gregg Champions Film zeige einfühlsam, wie ein älterer Mensch sich gegen die korrupten Versuche mächtiger Unternehmer wehrt, die ihn unter Druck zu setzen versuchen. Der Film sei herzerwärmend und nachdenklich.

## Auszeichnungen
Dianne Wiests Darstellung wurde 1999 mit einer Emmynominierung als herausragende Nebendarstellerin in einer Miniserie oder einem Film honoriert.
Auch Hauptdarsteller Sidney Poitier erhielt eine Nominierung für den Fernsehpreis.